# Гордієвич Ірина Василівна
Іри́на Васи́лівна Гордіє́вич (19 червня 1974, Косів, УРСР — 24 лютого 2022, Щастя, Україна) — старший лейтенант Національної поліції України, військовослужбовиця БПСПОП «Луганськ-1» імені Героя України Сергія Губанова, учасниця війни на Донбасі та відбиття російського повномасштабного нападу 2022 року.

## Біографія
Народилася в місті Косів Івано-Франківської області. Після закінчення школи вступила до Чернівецького університету на географічний факультет. У 1995 році завершила там навчання.
У 1990-х роках переїхала до Греції. Там познайомилася зі своїм майбутнім чоловіком-поляком Маріусом. У них народився син Александрос. Невдовзі розлучилася з чоловіком і разом з сином повернулася до України. Окрім української, досконало знала грецьку, польську та англійську.
З початком Революції Гідності Ірина була на Майдані. У 2014 році після початку АТО таємно від усіх подала заяву на службу в патрульну поліцію особливого призначення. Успішно склавши іспити, пройшовши конкурс, стала рядовою батальйону особливого призначення «Луганськ-1». За кілька років їй надали звання старшого сержанта. Паралельно зі службою навчалась на юридичному факультеті Чернівецького університету, який закінчила 2019 року.
Під час війни на Донбасі пройшла всю фронтову лінію на Луганщині: Золоте, Кримське, Щастя, Станицю Луганську.
24 лютого 2022 року, у перший день повномасштабного вторгнення Росії в Україну, загинула.
Відомості про її смерть суперечливі. Українські війська відходили з міста під натиском противника, але Ірина вийти зі Щастя не змогла. За однією версією, її вбило вибухом снаряда. За іншою — вона опинилась у ворожому оточенні в приміщенні поліційного відділку міста. Від неї вимагали здатись, а коли вона відмовилася — закидали гранатами. Пізніше на російських сайтах з'явилася інформація, що вороги її розстріляли. Її тіло розшукали, коли українські військовики на короткий час повернулися до Щастя, і передали до моргу. Але вже наступного дня росіяни повернулись і вивезли тіло до Луганська. За офіційною інформацією від українських органів влади, Ірину вважали зниклою безвісти. Майже 7 місяців її тіло перебувало в морзі, де проводилися експертиза, тест ДНК, після чого достеменно встановлено особистість. Тіло передали до Чернівців, де 17 серпня 2022 року полеглу поховали.

## Нагороди
- медаллю «За військову службу Україні» (4 березня 2016 року)[8]
- ще 3 бойові нагороди[9][які?]
- медаль «На славу Чернівців» (посмертно)[10]
- 15 лютого 2023 року за особисту мужність і самовідданість, виявлені у захисті державного суверенітету та територіальної цілісності України, сумлінне і бездоганне служіння Українському народові посмертно удостоєна ордена «За мужність» ІІІ ступеня[11]